# Powiat skarżyski (II Rzeczpospolita)
Powiat skarżyski – projektowany powiat z siedzibą w Skarżysku-Kamiennej w okresie II Rzeczypospolitej. O jego utworzenie zabiegali głównie samorządowcy związani z tą miejscowością. Pierwsze koncepcje w tej sprawie pojawiły się wkrótce po odzyskaniu przez Polskę niepodległości.

## Tło
Osada Kamienna, posiadająca prawa miejskie od 1 stycznia 1923 i nosząca od 1928 roku nazwę Skarżysko-Kamienna, po odzyskaniu przez Polskę niepodległości znalazła się w obrębie powiatu koneckiego, będącego jednym z 16 powiatów utworzonego w sierpniu 1919 województwa kieleckiego. Przynależność administracyjna miasta uległa zmianie na krótko przed wybuchem wojny – 1 kwietnia 1939 Skarżysko-Kamienna zostało włączone do powiatu kieleckiego.
W okresie II Rzeczypospolitej sytuacja Skarżyska-Kamiennej była specyficzna. Już w 1921, będąc jeszcze osadą nieposiadającą praw miejskich, Kamienna dorównywała pod względem liczby mieszkańców (8163) Końskim (8291) i przewyższała inne miejscowości powiatu – Szydłowiec (7232) i Przedbórz (5885). Związany z przemysłem ciężkim (Państwowa Fabryka Amunicji) rozwój Skarżyska-Kamiennej w latach następnych sprawił, że w 1938 roku miasto liczyło blisko dwukrotnie więcej mieszkańców (20 098) niż siedziba władz powiatowych – Końskie.

## Koncepcje utworzenia powiatu skarżyskiego
Z pomysłem utworzenia powiatu skarżyskiego wystąpił po raz pierwszy wójt Kamiennej Antoni Biernacki, który wniosek w tej sprawie złożył na odbytym 18 lutego 1922 posiedzeniu Rady Gminy. Podkreślił on w szczególności możliwości rozwojowe osady, wynikające z jej przemysłowego charakteru oraz korzystnego położenia. W skład proponowanego przezeń powiatu wejść miały, obok Kamiennej, następujące tereny: gminy Bliżyn, Mirzec, Rogów, Skarżysko Kościelne, Suchedniów oraz miasta i gminy Szydłowiec i Wierzbnik. Sformowany w te sposób powiat liczyłby ponad 100 tys. mieszkańców. Radni zaakceptowali plan Biernackiego i zwrócili się w tej kwestii do Ministerstwa Spraw Wewnętrznych.
W pierwszej połowie lat 20. wojewoda kielecki wystąpił z inicjatywą utworzenia powiatu wierzbnickiego (z siedzibą w pobliskim Wierzbniku). Sprawą tą zajął się 17 września 1923 zarząd miasta Kamiennej, który w trakcie posiedzenia negatywnie odniósł się do wspomnianej koncepcji. Uczestnicy spotkania powrócili jednak do pomysłu wójta Biernackiego, poszerzając jego projekt o gminę Chlewiska. Propozycja ta nie mogła zostać jednak zrealizowana, m.in. ze względu na fakt, że naruszała interesy powiatów, z których chciano stworzyć nową jednostkę administracyjną.
Temat utworzenia powiatu skarżyskiego powrócił ponownie w 1936 roku. Dokumenty w sprawie zmian administracyjnych zostały przygotowane do przedłożenia w Urzędzie Wojewódzkim w Kielcach. Do koncepcji tej pozytywnie ustosunkowało się starostwo koneckie. Po raz kolejny projekt nie wyszedł jednak poza stadium przygotowawcze. Być może przyczyną takiego stanu rzeczy było niewypracowanie przez władze wojewódzkie i ministerialne ostatecznej koncepcji podziału administracyjnego. Na posiedzeniu Rady Miasta z 9 grudnia 1937 radni kategorycznie zaprotestowali przeciw ewentualnym planom włączenia Skarżyska-Kamiennej do województwa łódzkiego i wyrazili pogląd, że jedynym racjonalnym posunięciem jest utworzenie powiatu w Skarżysku-Kamiennej. Uczestnicy (wśród nich m.in. przedstawiciel Ministerstwa Spraw Wojskowych) zorganizowanej w marcu 1938 roku z inicjatywy burmistrza konferencji zgodnie poparli projekt utworzenia powiatu skarżyskiego.